# Айхгорн, Урс
Урс А́йхгорн (нем. Urs Eichhorn; род. 17 мая 1979) — швейцарский кёрлингист.
В составе мужской сборной Швейцарии участник чемпионата мира 2011 (заняли седьмое место) и чемпионата Европы 2010 (стали бронзовыми призёрами). В составе юниорской мужской сборной Швейцарии серебряный призёр зимней Универсиады 2003 и чемпионата мира среди юниоров 1999. Чемпион Швейцарии среди мужчин 2011.

## Достижения
- Чемпионат Европы по кёрлингу: бронза (2010).
- Чемпионат Швейцарии по кёрлингу среди мужчин: золото (2011)[2].
- Зимняя Универсиада: серебро (2003).
- Чемпионат мира по кёрлингу среди юниоров: серебро (1999).
- Чемпионат Швейцарии по кёрлингу среди юниоров: золото (1998)[2].

## Команды
| Сезон   | Четвёртый              | Третий           | Второй           | Первый               | Запасной                                                          | Турниры                     |
| ------- | ---------------------- | ---------------- | ---------------- | -------------------- | ----------------------------------------------------------------- | --------------------------- |
| 1997—98 | Christian Haller       | Урс Айхгорн      | Pascal Albertin  | René Kunz            |                                                                   | ЧШЮ 1998                    |
| 1998—99 | Christian Haller       | Урс Айхгорн      | Pascal Albertin  | René Kunz            | Patrick Vuille тренер: Йенс Писберген                             | ЧМЮ 1999                    |
| 2002—03 | Cyril Stutz            | Урс Айхгорн      | Christian Haller | Ив Хесс              | Reto Herger тренер: Christian Albrecht                            | ЗУ 2003                     |
| 2004—05 | Jean-Nicolas Longchamp | Stewart Dryburgh | Урс Айхгорн      | Aurelien Lathuiliere |                                                                   | ЧШМ 2005 (8 место)          |
| 2006—07 | Jean-Nicolas Longchamp | Урс Айхгорн      | Christian Haller | Andreas Klauenbosch  |                                                                   |                             |
| 2007—08 | Jean-Nicolas Longchamp | Урс Айхгорн      | Christian Haller | Andreas Klauenbosch  |                                                                   |                             |
| 2009—10 | Pascal Hess            | Ив Хесс          | Урс Айхгорн      | Florian Zürrer       |                                                                   |                             |
| 2009—10 | Pascal Hess            | Ив Хесс          | Урс Айхгорн      | Stefan Schori        | Florian Zürrer, Брайан Грей тренеры: Брайан Грей, Мартин Цюррер   | ЧШМ 2010 (5 место)          |
| 2010—11 | Кристоф Шваллер        | Марко Рамштайн   | Роберт Хюрлиман  | Урс Айхгорн          | Рольф Изели, Доминик Андрес тренеры: Michael Reid, Кристоф Циссет | ЧШМ 2011                    |
| 2010—11 | Кристоф Шваллер        | Марко Рамштайн   | Роберт Хюрлиман  | Урс Айхгорн          | Тони Мюллер (ЧЕ), Свен Михель (ЧМ) тренер: Кристоф Циссет         | ЧЕ 2010 · ЧМ 2011 (7 место) |

(скипы выделены полужирным шрифтом)